# Eco Moni
Eco Moni。ou Ecomoni。 (エコモニ。, Ekomoni) est un duo de J-pop du Hello! Project formé de Rika Ishikawa et Sayumi Michishige des Morning Musume.

## Histoire
Le groupe est créé en juin 2004 par leur producteur Tsunku en tant que groupe provisoire en parallèle à Morning Musume, le temps du festival écologique Acchi Chikyuu wo Samasunda!, dans le but de sensibiliser aux problèmes environnementaux. Rika Ishikawa est vêtue en vert pour symboliser la forêt et Sayumi Michishige en bleu pour la mer. Le duo y interprète une chanson, Help!! ~Eco Moni no Acchi Chikyū wo Samasunda~, reprise d'un titre de Morning Musume. Il était au départ censé s'arrêter après les deux jours du festival, mais continuera d'apparaître pendant quelques années lors de manifestations sur l'écologie et dans l'émission télé pour enfants Oha Suta.
Sa chanson ne sort pas en single, mais apparaît sur la compilation Petit Best 5 de fin 2004, puis dans une autre version interprétée avec Morning Musume sur le Petit Best 6 de l'année suivante. Le duo enregistre cependant fin 2004 un single avec Aya Matsūra sous le nom "Ayayamu with Eco Hams (Matsūra Aya with Eco Moni。)", représentées en version "anime", thème musical du 4e film Hamtaro ; la "face A" Tensai! Let's Go Ayayamu est interprétée en trio, mais la "face B" Eko no Waltz est attribuée au duo sous le nom "Eco Hams". Les deux membres sortent un photobook en commun en 2005, Angels, qui n'est cependant pas attribué à "Eco Moni". La dernière apparition du groupe date de 2007.

## Single
Ayayamu with Eco Hams (Matsura Aya with Eco Moni。)
- 2004-11-26 : Tensai! Let's Go Ayayamu (天才！LET'S GO あややム?), par "Ayayamu with Eco Hams" (あややム with エコハムず?)

"Face B" : Eko no Waltz (エコのワルツ 唄), par "Eco Hams" (エコハムず)

## Autre titre
Eco Moni
- 2004 : Help!! ~Eco Moni no Acchi Chikyū wo Samasunda.~ (HELP!!～エコモニ。の熱っちぃ地球を冷ますんだっ。～?) (sur Petit Best 5)

Eco Moni & Morning Musume
- 2005 : Help!! ~Eco Moni no Acchi Chikyū wo Samasunda. 2005~ (HELP!!～エコモニ。の熱っちぃ地球を冷ますんだっ。2005～?)(Petit Best 6)